# Idaea trisetata
Idaea trisetata är en fjärilsart som beskrevs av Louis Beethoven Prout 1922. Idaea trisetata ingår i släktet Idaea och familjen mätare. Inga underarter finns listade i Catalogue of Life.